# 矢部亮
矢部 亮（やべ りょう、1985年11月23日 - ）は、日本のディアボロを使ったジャグラー。トスと呼ばれる、ディアボロを上に上げる技を得意とする。 

## 略歴
1985年11月23日、宮城県仙台市に産まれる。
1996年、当時、日本全国で大ブームが起きていたヨーヨーに熱中する。
1997年、バンダイの専属デモンストレーターとして起用され、日本全国で催される「おもちゃショー」や「ゲームショー」で技を披露した。
1999年、静岡市で開催されている大道芸ワールドカップにおいて、ドイツからやって来たヨーヘン・シェル(Jochen Schell)と出会い、ヨーヨーと似て非なるディアボロに魅せられる。
その後ジャグリングを独学で習得し、2002年にアメリカで開催されたIJAジャグリング世界大会Jr.部門に参加し、優勝を飾る。
2004年から2005年には、現在の在住地でもある浦安市にある東京ディズニーランド、東京ディズニーシーのパーク内でジャグリングのパフォーマンスを行い、年間1000ステージ以上をこなした。
2005年、IJAジャグリング世界大会個人部門での優勝は、アジア人として初の優勝となる。
シルク・ドゥ・ソレイユの登録パフォーマーであり、2009年10月下旬からのシルク・ドゥ・ソレイユ:OVOへの出演を自らのブログで正式に発表した。
2010年4月、宮城県ゆかりの著名人が任命されるみやぎ夢大使の1人に任命される。

## 受賞歴
- 2002年： IJAジャグリング世界大会Jr.部門 優勝
- 2003年： 第2回TVチャンピオンジャグラー王選手権 優勝
- 2004年： WJF世界ジャグリング競技会 準優勝
- 2005年： IJAジャグリング世界大会個人部門 優勝

## 出演
メディア
- 2003年： テレビ東京 「TVチャンピオン」
- 2005年： BS-i 「超人」
- 2006年： テレビ朝日 「『ぷっ』すま」
- 2006年： NHK 「エンターティナー華麗なる技の秘密」
- 2006〜2008年： 中視(CHINA TV) 「綜藝大哥大」
- 2007年： B'zプロモーションビデオ 「パーフェクトライフ」
- 2007年： BS2 「BSななみDEどーも!」
- 2008年： 日本テレビ「世界まる見え!テレビ特捜部」
- 2008年： TBS「オールスター感謝際」
- 2008年： フジテレビ「笑っていいとも!」
- 2009年： テレビ東京「チャンピオンズ〜達人のワザが世界を救う〜」 - 「世界一のイケメンジャグリング王子」と紹介される。

海外公演
- 2002年： International Juggling Festival In Pennsylvania
- 2005年： Portland Juggling Festival
- 2005年： Big Red Juggling Festival In New York
- 2006年： British Juggling Convention
- 2006年： Europe Juggling Convention In Ireland
- 2006年： Taiwan Diabolo Convention In Taipei
- 2007,8年： 台湾国際雑技競技会
- 2007年： モントリオールJust For Laugh Festival
- 2009年〜： CIRQUE DU SOLEIL OVO

## 教則DVD
- Complete Diabolo ディアボロ教則DVD。紐の結び方から３つのディアボロまで計223個の技を収録。

## RAD FACTOR
RAD FACTORは、矢部亮がプロデュースするジャグリング用品専門店。
ディアボロをはじめとする、矢部亮本人が設計・デザインした道具を販売している。
また、2008年7月には、ディアボロの常識ともいえる二つのカップがひとつに減らされた片面ディアボロ（トップディアボロ）も販売された。